# Isocymatodera kolbei
Isocymatodera kolbei is een keversoort uit de familie mierkevers (Cleridae). De wetenschappelijke naam van de soort is voor het eerst geldig gepubliceerd in 1902 door Hintz.